# Katzenkopf (Schurwald)
Der Katzenkopf ist mit 493,2 m ü. NHN der vierthöchste Berg des Schurwalds in Baden-Württemberg und zugleich der höchste Punkt der Gemeinde Kernen im Remstal.

## Geographische Lage
Der waldreiche Katzenkopf befindet sich im Südwesten des Rems-Murr-Kreises im äußersten Westen des Schurwaldes. Er erhebt sich etwa 3 km südlich von Rommelshausen (zu Kernen im Remstal), knapp 2 km südwestlich von Stetten (zu Kernen im Remstal), rund 3,5 km nördlich von Esslingen, zirka 2,5 km östlich vom Stuttgarter Stadtteil Uhlbach und etwa 4,5 km südöstlich von Fellbach (jeweils Luftlinie). Auf seine Kuppe führen Waldwege, welche auch offiziell als Trail verwendet werden dürfen.
Nordnordwestlich befindet sich in knapp 1 km Entfernung der Kernen mit seinem Kernenturm.
In nur knapp 250 m südöstlicher Entfernung befindet sich ein Kalksandsteinwerk.
Knapp 1 km südsüdöstlich befindet sich die Bushaltestelle Wäldenbronn Katzenkopf, welche aufgrund der Waldlage hauptsächlich durch Wanderer genutzt wird.

## Name
Katzenkopf ist ein allgemein gebräuchlicher Name. Vermutlich verdankt der Gipfel seinen Namen dem Vorkommen zahlreicher Wildkatzen in früherer Zeit.
Neben dem Gipfel bezeichnet der Name Katzenkopf auch noch ein bewaldetes Flurstück. Der Katzenkopf ist Hauptflurname für die Waldteile Dreistein, Karlseichle, Hirschplan und Säuwiesle (oberer Teil).

## Besonderheiten
Auf dem Gipfel befindet sich ein Gipfelkreuz mit einem Gipfelbuch.
Das erste Gipfelkreuz wurde am 27. Dezember 2010 errichtet. Dieses wurde am 21. Juni 2017 durch ein 4,1 m und in etwa 100 kg schweres Holzkreuz mit Metallverzierung ersetzt.
Dort befindet sich auch eine Stieleiche, die als Naturdenkmal der Gemeinde Kernen geführt wird.

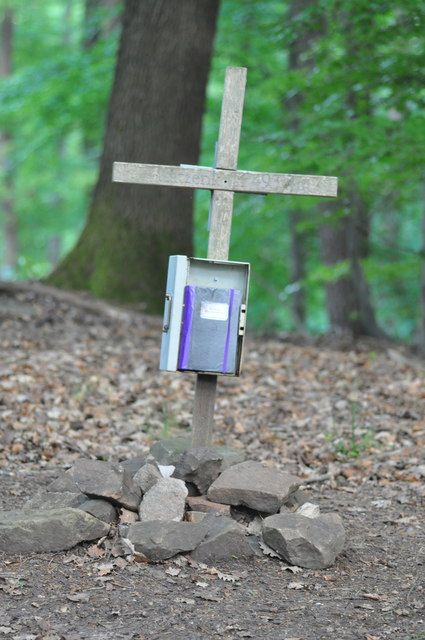
Altes Gipfelkreuz
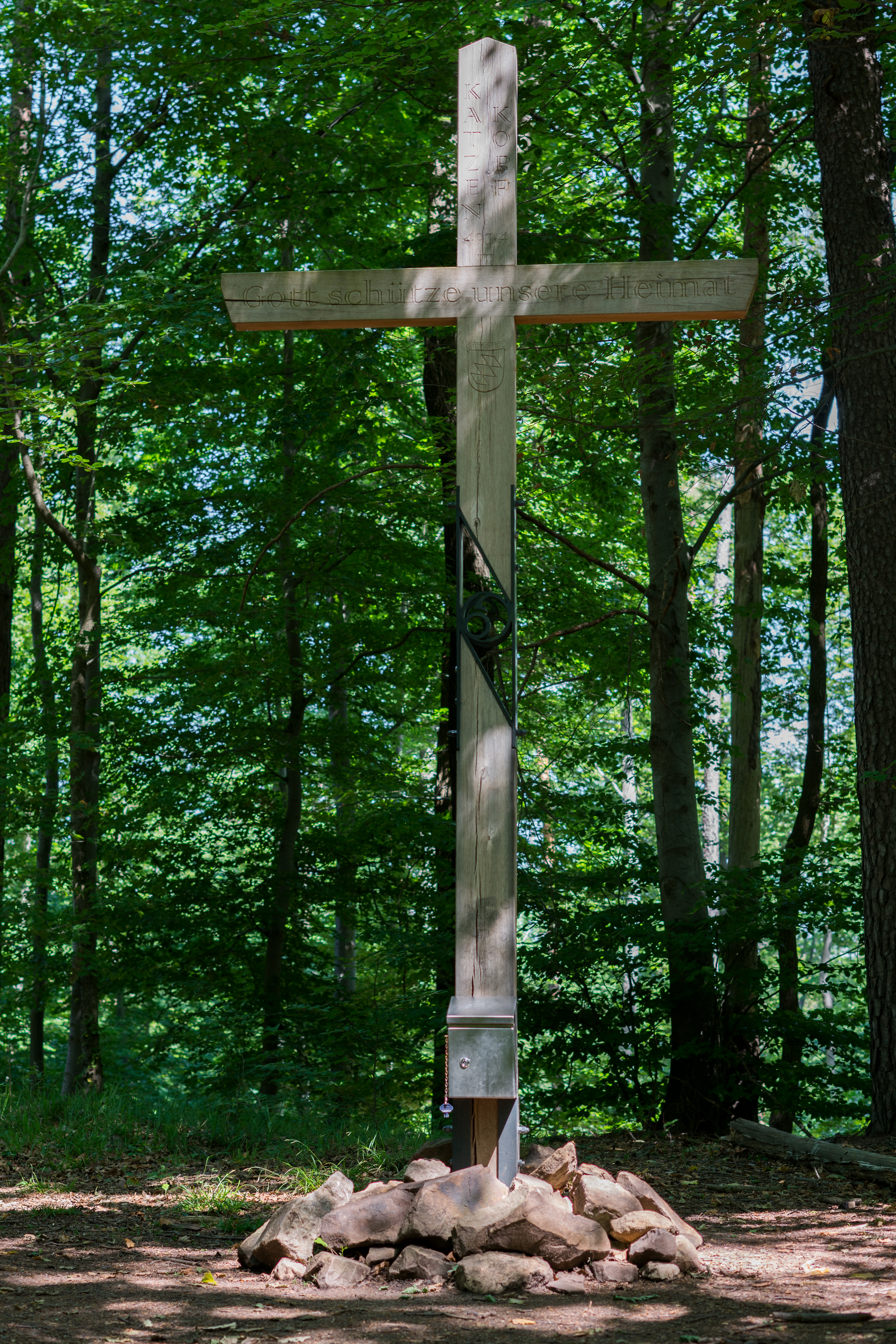
Neues Gipfelkreuz